# (34681) 2001 BB22
2001 BB22 (asteroide 34681) é um asteroide da cintura principal. Possui uma excentricidade de 0.05000010 e uma inclinação de 5.05412º.
Este asteroide foi descoberto no dia 20 de janeiro de 2001 por LINEAR em Socorro.